# 野村道子
野村 道子（のむら みちこ、1938年〈昭和13年〉3月31日 - ）は、日本の声優、女優。夫は同じく声優の内海賢二。神奈川県横浜市出身。賢プロダクション相談役。

## 来歴

### 声優になるまで
神奈川県横浜市に3人目の子供で、次女として誕生し、2歳の時に大阪府に住んでいた親戚に養女に出される。
戦禍が激しくなって疎開先の岐阜県で実親、きょうだいと暮らし、終戦後、再び実家に出戻る。野村だけ名字が違っていたため、下のきょうだいは親戚の子供だと思っていたという。
幼い頃からラジオドラマが好きで、その頃から「放送劇をやる人になりたいな」、「声の仕事をしたい」と思い、神奈川学園中学校・高等学校時代は演劇部に所属していた。当時の部活のコーチは根本嘉也、杉浦直樹。
高校3年の時、東京アナウンスアカデミーが設立した劇団に応募。未成年であったため断られたものの、役者の養成部門を勧められ、同アナウンスアカデミー声優科に日曜日だけ通い始める。
養成所を卒業後は、講師を務めていたプロデューサーの番組に出演。活動当初は生コマーシャル、テレビドラマといった映像の仕事が中心だった。当初は20代前半の時、フジテレビの天気キャスターオーディションに合格し、初代お天気お姉さんとして3年間活動するが、天気予報は毎朝行われていたので朝から始まるドラマの撮影に参加できなくなり、次第にアフレコの仕事が増えていった。デビューして3、4年くらいから声優としての活動を始める。20代の初めは顔出しが多く、天気予報は朝8時で終わるため、朝10時から別の仕事ができたという。その後はコマーシャルソング、CM、洋画の吹き替えにも参加。アニメの初レギュラーは『ドラ・チュウ助探偵』のチュウ助役である。

### 私生活
1973年に『マッハGoGoGo』で知り合った内海賢二と結婚。挙式は中村正夫妻を媒酌人として、アメリカ合衆国ハワイ州の白い教会で行われていたという。2013年に死別。

### 国民的アニメへの出演
1976年4月4日より山本嘉子の後任として『サザエさん』の磯野ワカメの声を担当。
1979年4月2日にはテレビ朝日系列で放送がスタートした『ドラえもん』の源静香（しずか）役に抜擢される。この二つの役はいずれも国民的アニメの主要キャラクターであり、野村の声が広く知られるようになった。
劇団三王、近代劇場、東京俳優生活協同組合、T・A・P、青二プロダクションを経て、1984年6月に内海が賢プロダクションを設立すると、運営を手助けするため同社へ移籍。その時にマネージャーを含めて7人だったことから、「七人の侍」と言っていた。
2005年3月にはプロダクション業務に専念するためとして『サザエさん』を降板した。同時期に、『ドラえもん』の新キャスト移行に伴い同番組からも降板。『サザエさん』への出演期間は29年、『ドラえもん』への出演期間は26年に及んだ。後任は前者が津村まこと、後者はかかずゆみ。

### 現在まで
2005年、第14回日本映画批評家大賞で、『ドラえもん』（テレビ朝日版）のオリジナルレギュラー（大山のぶ代、小原乃梨子、たてかべ和也、肝付兼太の4人）とともに田山力哉賞を受賞。さらに2006年11月、第11回アニメーション神戸で、上記4人とともに特別賞を受賞。
2007年3月にも東京国際アニメフェア2007で、上記4人とともに第3回功労賞を受賞した。
2009年10月、アニメ『けんぷファー』でハラキリトラ役で4年ぶりの出演となる。1話では野村本人として作中雑誌に、共演の田村ゆかりと共に描かれている。また、第11話では内海と久々に夫婦共演を果たしており、次回予告では掛け合いを演じたこともある。
2016年、第十回声優アワードで、千々松幸子、中村正とともに功労賞を受賞。
2023年、文化庁長官表彰。

## 人物・エピソード
声種はメゾソプラノ。
声の仕事については、21、22歳くらいで、「そのくらいの娘だったら、子供役ができるだろう」と子供の声の仕事が多かった。声優の仕事を始めた頃から若い役が多かった。『パーマン（1967年版）』、『ピュア島の仲間たち』などの男子役も多かったが、その後は女子役が多くなっていた。しかし役柄では男子役の方が好きであり、女子役については「役があんまり面白くないじゃないですか」と語る。
特に大人しい役が多く、最低だったのが『バビル2世』（第1作）の古見由美子役で、何もやりようがない役だったという。
夫は同じく声優で賢プロダクション代表取締役の内海賢二（2013年6月13日に死別）、長男は同プロダクション社長の内海賢太郎である。夫の内海は当初は男友達のひとりであり、結婚する気などまったくなく、当時内海が働いていたバー「突風」（柴田秀勝が経営）に別の男性を連れて行っていたほどであった。しかし、内海から熱心なアプローチを受けるうちに交際するようになり、結婚に至った。養父は薬局、養母は孤児院と産院を切り盛りしていた。
しずかを演じていたときは、「アニメのしずかちゃんの声が老けないように、若くいよう、という緊張感をもらっていた」という。なお原作において、しずかののび太の呼び方は「あんた」「のびちゃん」「のび太君」と一定していなかったが、野村が一貫して「のび太さん」と呼ぶようになり、原作でもアニメから逆輸入されるかたちで「のび太さん」に統一された。この設定はかかずへ譲ったあとも残っている。『ドラえもん』で共演したドラえもん役の大山のぶ代とのび太役の小原乃梨子とは仲が良く、3人でよく旅行に行ったと語っている。『ドラえもん』降板後、2015年6月にジャイアン役のたてかべ和也、2016年10月にスネ夫役の肝付兼太、2024年7月に野比のび太役の小原乃梨子が亡くなり、9月にドラえもん役の大山のぶ代が亡くなってからは、テレビ朝日系第1期『ドラえもん』の主要キャストにおける唯一の存命者となった。
趣味はダンス、太極拳、エアロビクス、着付。阪神タイガースのファンでもある。『けんぷファー』のアフレコインタビューで、ハラキリトラの役で本作への出演オファーがあった際、阪神ファンなので「やるぞー」と思った、と語っている。

## 後任
野村の降板後、持ち役を引き継いだ人物は以下の通り。
| 後任       | 役名       | 概要作品       | 後任の初担当作品    |
| ---------- | ---------- | -------------- | ------------------- |
| 津村まこと | 磯野ワカメ | 『サザエさん』 | 2005年4月3日放送回  |
| かかずゆみ | 源しずか   | 『ドラえもん』 | 2005年4月15日放送回 |

## 出演
太字はメインキャラクター。

### テレビアニメ
1963年
- 鉄腕アトム (アニメ第1作)

1964年
- 狼少年ケン（1964年 - 1965年）

1965年
- 宇宙パトロールホッパ
- ジャングル大帝（1965年版）（1965年 - 1966年） - 2シリーズ

1966年
- おそ松くん

1967年
- 黄金バット（マーガレット）
- パーマン（1967年版）（1967年 - 1968年、サブ）
- マッハGoGoGo（1967年版）（志村ミチ〈3代目〉）
- 魔法使いサリー（1967年 - 1968年、ルリ子、ズッペ）
- レインボー戦隊ロビン（ミロナ）

1968年
- サイボーグ009（1968年版）
- 佐武と市捕物控（娘）
- 怪物くん（1968年版）
- 妖怪人間ベム（1968年版）（エミリー）

1969年
- アタックNo.1（三原ゆみ子、八木沢桂〈2代目〉）
- どろろ（サヨ）
- 忍風カムイ外伝（ナミ）
- ハクション大魔王（さくら、星ゆり子）
- もーれつア太郎（1969年版）

1970年
- キックの鬼（悦子）
- 巨人の星
- 昆虫物語 みなしごハッチ（アーヤ）
- ばくはつ五郎

1971年
- 国松さまのお通りだい（ちづる、明子）
- ゲゲゲの鬼太郎（第2作）
- さるとびエッちゃん（1971年 - 1972年、エツ子）
- 新・オバケのQ太郎（よっちゃん）
- タイガーマスク（若月ルリ子〈2代目〉）
- ふしぎなメルモ
- アンデルセン物語

1972年
- デビルマン（1972年 - 1973年、リタ、イヤモン、ミヨちゃん）
- マジンガーZ（車椅子の少女ユリ）
- 魔法使いチャッピー（チャッピー〈代役〉）
- サザエさん（1972年 - 2005年、磯野ワカメ〈2代目〉）

1973年
- けろっこデメタン
- ゼロテスター
- ドラえもん（1973年版）
- ドロロンえん魔くん
- バビル2世（第1作）（古見由美子）
- 冒険コロボックル
- ミクロイドS（大関るり子〈ビリ子〉、直木太郎、カンクロー〈第18話のみ〉）
- エースをねらえ!（1973年 - 1974年）

1974年
- カリメロ（プリシラ〈初代〉）
- 昆虫物語 新みなしごハッチ（アーヤ）
- 魔女っ子メグちゃん

1975年
- 一休さん（おそで）
- 鋼鉄ジーグ（チララ）
- みつばちマーヤの冒険（マーヤ）

1976年
- あらいぐまラスカル
- キャンディ・キャンディ（デイジー）
- 超人戦隊バラタック（ミヨ）
- マグネロボ ガ・キーン（さゆり）

1977年
- ジェッターマルス（アグネス）

1978年
- 宇宙海賊キャプテンハーロック（片桐サキ）
- おれは鉄兵
- 女王陛下のプティアンジェ（ドント夫人）
- ピンクレディー物語 栄光の天使たち（ミー）
- 星の王子さま プチ・プランス（ドルル）
- 魔女っ子チックル（小太郎の母親）

1979年
- 銀河鉄道999（レーデ、ミア、ナミナミ、娘）
- ドラえもん（1979年版）（1979年 - 2005年、源静香〈しずか〉）

1980年
- 円卓の騎士物語 燃えろアーサー（エリナー）
- 魔法少女ララベル
- まんがことわざ事典（1980年 - 1982年、トキ）

1982年
- あさりちゃん（藪小路いばら〈2代目〉、友人、同窓生）
- パタリロ!（プララ、ココ）

1983年
- ピュア島の仲間たち（コーナ）
- まんが日本史（藤原彰子）

1989年
- 昆虫物語 みなしごハッチ（1989年 - 1990年、アーヤ）

2009年
- けんぷファー（2009年 - 2011年、ハラキリトラ、瀬能ナツル〈第12話のみ〉） - 2シリーズ

2012年
- リトル・チャロ〜東北編〜（シズ）

### 劇場アニメ
1964年
- 鉄腕アトム 宇宙の勇者

1969年
- 長靴をはいた猫

1971年
- アリババと40匹の盗賊（アリババの女召使い）

1980年
- ドラえもん のび太の恐竜（しずか）

1981年
- シリウスの伝説（ルー）
- ドラえもん のび太の宇宙開拓史（しずか）
- ドラえもん ぼく、桃太郎のなんなのさ（しずか）

1982年
- ドラえもん のび太の大魔境（しずか）

1983年
- ドラえもん のび太の海底鬼岩城（しずか）
- プロ野球を10倍楽しく見る方法（みち子）

1984年
- ドラえもん のび太の魔界大冒険（しずか）
- プロ野球を10倍楽しく見る方法 PART2（みち子）

1985年
- ドラえもん のび太の宇宙小戦争（しずか）

1986年
- ドラえもん のび太と鉄人兵団（しずか）

1987年
- ドラえもん のび太と竜の騎士（しずか）

1988年
- ドラえもん のび太のパラレル西遊記（しずか）

1989年
- ドラえもん のび太の日本誕生（しずか）
- ドラミちゃん ミニドラSOS!!!（しずか）

1990年
- ドラえもん のび太とアニマル惑星（しずか）

1991年
- ドラえもん のび太のドラビアンナイト（しずか）
- ドラミちゃん アララ♥少年山賊団!（おしず）

1992年
- ドラえもん のび太と雲の王国（しずか）

1993年
- ドラえもん のび太とブリキの迷宮（しずか）

1994年
- ドラえもん のび太と夢幻三剣士（しずか）

1995年
- ドラえもん のび太の創世日記（しずか）

1996年
- ドラえもん のび太と銀河超特急（しずか）

1997年
- ドラえもん のび太のねじ巻き都市冒険記（しずか）

1998年
- ドラえもん のび太の南海大冒険（しずか）
- 帰ってきたドラえもん（しずか）

1999年
- ドラえもん のび太の宇宙漂流記（しずか）
- のび太の結婚前夜（しずか）

2000年
- ドラえもん のび太の太陽王伝説（しずか）
- おばあちゃんの思い出（しずか）

2001年
- ドラえもん のび太と翼の勇者たち（しずか）
- がんばれ!ジャイアン!!（しずか）

2002年
- ドラえもん のび太とロボット王国（しずか）
- ぼくの生まれた日（しずか）

2003年
- ドラえもん のび太とふしぎ風使い（しずか）

2004年
- ドラえもん のび太のワンニャン時空伝（しずか）

### OVA
- ドラえもん 勉強べやのつりぼり（1978年、しずか）
- ドラえもん のび太と未来ノート（1994年、しずか）

### ゲーム
1994年
- ドラえもん3 のび太と時の宝玉（みなもとしずか）

1995年
- ドラえもん 友情伝説ザ・ドラえもんズ（しずか）
- ドラえもん4 のび太と月の王国（しずか）

1996年
- ドラえもん のび太と復活の星（しずか）※セガサターン版もあり。

1997年
- ドラえもん のび太と3つの精霊石
- ドラえもん2 SOS!おとぎの国（しずか）

1998年
- ドラえもん2 のび太と光の神殿

2000年
- ドラえもん3 のび太の町SOS!（しずか、レイナ）
- ドラえもん3 魔界のダンジョン（しずか）

2001年
- ぼくドラえもん（源しずか）

2003年
- ドラえもん みんなで遊ぼう!ミニドランド（しずか）

### ドラマCD
- けんぷファー ドラマアルバム（2010年、ハラキリトラ）

### 吹き替え

#### 映画（吹き替え）
- エリックの青春
- 王様と私（タプティム〈リタ・モレノ〉）※東京12ch版
- スローターハウス5（モンタナ・ワイルドハック〈ヴァレリー・ペリン〉）

#### ドラマ
- 宇宙大作戦 第9話（アンジェラ・マーティーニ少尉）
- 奥さまは魔女 第79話（木の精ジュリー）
- スパイ大作戦 誘拐に挑戦しろ（サンディ）
- 0011ナポレオン・ソロ 第40話（エイプリル・ダンサー）、第73話（モニカ〈ノブ・マッカーシー〉）
- プリズナーNo.6 おとぎ話（バーの女）

#### 人形劇
- サンダーバード すばらしいクリスマスプレゼント（看護師ニモ）
- スーパーカー（ジジ）※フジテレビ版

### 映画
- その声のあなたへ（2022年9月30日）[49] ※製作も兼任

### テレビドラマ
- 太閤記（おきぬ）

### その他コンテンツ
- 源静香（しずか）の声で出演
  - CM・エポック社「ドラえもん おふろでバブル」（1990年）
  - 新潟県中越地震被災者援助ドラえもん募金
  - トリビアの泉 〜素晴らしきムダ知識〜 2006年6月7日・9月6日放送分「トリビアの影ナレ」
- フジテレビ※初代「お天気お姉さん」を務めた。また、当時の番組スタッフの中に、のちのフジテレビ会長である日枝久もおり、仕事仲間として交流もあった。
- いきなり!黄金伝説※ナレーション
- 最終神話戦争イデアオペラ オリジナルドラマCD 第1章 罅割れたミュトス（エグゼクティブプロデューサー）
- 最終神話戦争イデアオペラ オリジナルドラマCD 第2章 彷徨う冥界の扉（エグゼクティブプロデューサー）
- CD『魔女っ子大作戦 Special Song Collection』
  - 魔女っ子メドレー（猿飛エツ子役として参加）
- ドラえもん、母になる〜大山のぶ代物語〜（2015年、NHK BSプレミアム）ドラえもん役の大山のぶ代について語るため、スネ夫役の肝付兼太・のび太役の小原乃梨子・シンエイ動画の別紙壮一と共に画面出演。
- 東映まんがまつり・予告編ナレーター（1970年代）

### 歌
- えかきうたムーミン

作詞：丘灯至夫 歌：野村道子、北川国彦、増山江威子、はせさん治、山田俊司

## 著書
- 『しずかちゃんになる方法 めざすは声優一番星☆』（リブレ出版、2009年8月） ISBN 978-4862636515